# Battle of Los Angeles (catch)
Pour les articles homonymes, voir Battle of Los Angeles (homonymie) et BOLA.
Battle of Los Angeles (abrégé en BOLA) est un tournoi annuel de catch dans la fédération indépendante Pro Wrestling Guerrilla. Au fil des années, le tournoi a attiré de célèbres catcheurs indépendants tels que A.J. Styles, Christopher Daniels, Bryan Danielson ou encore Kenny Omega.

## Formats du tournoi
Lors de la première édition de la Bataille de Los Angeles, il y avait seize participants, s'affrontant des huitièmes de finale jusqu'à la finale. En 2006, le tournoi a été élargi à 24 participants, soit huit catcheurs de plus; il y eut alors trois demi-finales ainsi qu'une finale sous forme de Three-Way Match. En 2008, le tournoi revint à un format de 16 participants. En 2011, seuls huit catcheurs étaient présents, ce fut l'édition avec le moins de participants. Depuis 2014, le tournoi se déroule sur trois nuits et comprend à nouveau 24 participants. Lors des deux premières nuits se déroulent les matchs du premier tour ; dès la troisième nuit, les matchs des quarts jusqu'à la finale prennent place. Toutes les nuits disposent de matchs hors-tournoi, généralement des matchs par équipe servant d'attractions spéciales. Un match à cinq contre cinq est depuis quelque temps organisé lors de la troisième nuit, et comprend certains éliminés du premier tour.

## Vainqueurs du tournoi
- 2005 : Chris Bosh
- 2006 : Davey Richards
- 2007 : Cima
- 2008 : Faible Ki
- 2009 : Kenny Omega
- 2010 : Joey Ryan
- 2011 : El Generico
- 2012 : Adam Cole
- 2013 : Kyle O'Reilly
- 2014 : Ricochet
- 2015 : Zack Sabre Jr
- 2016 : Marty Scurll
- 2017 : Ricochet (2)
- 2018 : Jeff Cobb

## Résultats

### 2005
Le premier Battle of Los Angeles s'est tenu les 3 et 4 septembre 2005, à Los Angeles, en Californie,.
- 1er tour : Rocky Romero bat Frankie Kazarian par tombé (11:02); Quicksilver bat Davey Richards par tombé (10:55); James Gibson bat Joey Ryan par tombé (15:59) ; Chris Bosh bat El Generico par tombé (12:42) ; American Dragon bat Ricky Reyes par soumission (19:19) ; Christopher Daniels bat Scott Lost par tombé (14:18) ; A.J. Styles bat Jack Evans par tombé (13:35) ; Kevin Steen bat Super Dragon par tombé (33:02).
- Quarts de finale : Quicksilver bat Rocky Romero par tombé (13:08) ; Chris Bosh bat James Gibson par tombé (10:40) ; American Dragon bat Christopher Daniels par soumission (18:24) ; A.J. Styles bat Kevin Steen par tombé (7:24).
- Demi-finales : Chris Bosh bat Quicksilver par tombé (14:49) ; A.J. Styles bat American Dragon par tombé (20:01).
- Finale : Chris Bosh bat A.J. Styles par tombé (5:43) et remporte la Battle of Los Angeles 2005.

### 2006
Le BOLA eu lieu le 1er, 2 et 3 septembre 2006 à Reseda, en Californie,,. Le tournoi a vu le retour dans la promotion des Briscoe Brothers, après avoir manqué quelques événements précédents, et de Super Dragon, qui avait été blessé par The Dynasty plus tôt dans l'année.
Alex Koslov était à l'origine prévu pour prendre part au tournoi, mais a été remplacé par Austin Aries. Après avoir manqué Threemendous un mois plus tôt, Jay et Mark Briscoe ont été sortis du tournoi et remplacés par Bryan Danielson et Dragon Kid, respectivement. Cependant, Danielson blessé à l'épaule a été remplacé par Disco Machine.
Lors de cette édition, trois catcheurs de la fédération japonaise Dragon Gate (Cima, Genki Horiguchi et Dragon Kid), ont fait leurs débuts pour PWG
- Finale : Davey Richards bat Cima‡ par tombé en 13:42

* = C'était un No Disqualification match
† = Kazarian fut attaqué par The Dynasty, Super Dragon a donc atteint la demi-finale sans combattre.
‡ = Super Dragon fut attaqué par The Dynasty en coulisses et n'a pas pu participer à la finale.

### 2007
Le BOLA fut organisé le 31 août, ainsi que le 1er et le 2 septembre, 2007 à Burbank, en Californie,,. Beaucoup de catcheurs furent retirés du tournoi comme le champion du monde de la PWG Bryan Danielson, l'ancien champion Super Dragon et le premier vainqueur du tournoi Chris Bosh annonçant sa retraite. Ils furent remplacés par le catcheur de la TNA Alex Shelley, Necro Butcher et un talent local, Tony Kozina. Lors de Giant-Size Annual #4, Austin Aries bat Rocky Romero pour prendre sa place dans le Battle of Los Angeles.
- Finale : Cima bat Roderick Strong et El Generico dans un elimination three-way match en 13:17
- Ordre d'élimination :
  - Cima élimine El Generico par tombé (08:57)
  - Cima élimine Strong par tombé (13:17)

### 2008
Le quatrième Battle of Los Angeles se déroule du 1er au 2 novembre 2008 à Burbank,. Le tournoi aurait dû contenir 24 participants mais les organisateurs ne purent placer tous les catcheurs et réduisirent le nombre de participants à 16. Il y eut finalement 17 participants, avec l'entrée de Nick Jackson dans le tournoi. L'un des matchs du premier tour serait alors un Three-Way dance.* = Ce match impliquait également Nick Jackson. † = c'était un No Disqualification match

### 2009
Le cinquième BOLA fut organisé du 20 au 21 novembre 2009, à Reseda en Californie,. Tous les Battle of Los Angeles se tiendront, jusqu'en 2018, à Reseda. Bryan Danielson ayant remporté le PWG World Championship dans son dernier match pour PWG le tournoi devait déterminer un nouveau champion du monde,. Deux catcheurs locaux Brandon Gatson et Jerome Robinson gagnèrent leur place dans le tournoi en remportant un four-way match chacun à PWG's Against the Grain le 2 Octobre. Chris Sabin devait prendre part au tournoi mais fut remplacé par Johnny Goodtime, à cause d'une blessure.

### 2010
Le sixième BOLA prit place les 4 et 5 septembre 2010. Le tournoi incluait cette fois 18 participants,.

### 2011
Le septième Battle of Los Angeles se tint le 20 août 2011. Pour la première fois, le tournoi ne dura qu'une nuit avec seulement huit participants.

### 2012
Le huitième BOLA fut organisé les 1er et 2 septembre 2012. Le 22 juillet, il fut annoncé que seulement 12 catcheur seraient présents. Cependant quatre participants furent ajoutés le lendemain.

### 2013
Le neuvième Battle of Los Angeles prit place le s30 et 31 août 2013,. Davey Richards était annoncé comme participant avant d'être finalement retiré,.

### 2014
Le dixième Battle,of Los Angeles se déroula du 29 au 31 août 2014. Il y a toujours désormais 24 participants. AR Fox et Trent? devaient tous les deux participer au tournoi mais durent abandonner pour cause de blessure. Ils furent remplacés par Bobby Fish et Candice LeRae respectivement. Le premier jour du tournoi, il fut annoncé que TJ Perkins remplacerait Brian Cage, lui aussi blessé.
- Finale : Ricochet bat Johnny Gargano et Roderick Strongpar tombé en 14:41.

### 2015
Le Battle of Los Angeles 2015 prit place entre le 28 et le 30 août.
- Finale : Zack Sabre Jr. bat Chris Hero et Mike Bailey dans un elimination three-way match en 35:54
- Ordre d'élimination :
  - Hero élimine Bailey par tombé (27:23)
  - Sabre élimine Hero par soumission (35:54)

### 2016
Le douzième BOLA se déroula les 2, 3 et 4 septembre 2016. Adam Cole devait participier mais fut remplacé Cedric Alexander. Jack Gallagher ne put quant à lui se présenter au tournoi à cause de problèmes de transports et fut remplacé par Tommaso Ciampa.
- Finale : Marty Scurll bat Trevor Lee et Will Ospreay dans un elimination three-way match en 29:15
- Ordre d'élimination :
  - Scurll et Lee éliminent Ospreay par soumission (10:00)
  - Scurll élimine Lee par soumission (29:15)

### 2017
Le treizième BOLA fut organisé du 1er au 3 septembre 2017. Ricochet devient le premier catcheur à remporter deux fois le Battle of Los Angeles.
- Finale : Ricochet bat Jeff Cobb et Keith Lee
- Ordre d'élimination :
  - Lee élimine Cobb via pinfall (18:47)
  - Ricochet élimine Lee via pinfall (19:00)

### 2018
Le quatorzième Battle of Los Angeles prit place les 14,15, et 16 septembre au Globe Theatre de Los Angeles; les événements PWG ne prennent dorénavant plus place à l'emblématique American Legion Post de Reseda. Matthew Riddle devait participer,mais fut remplacé par Trevor Lee. Travis Banks se blessa et dû laisser sa place à Sammy Guevara, tout comme Chris Brookes remplacé par Marko Stunt.
- Finale : Jeff Cobb bat Bandido et Shingo Takagi dans un elimination three-way match en 24:04
- Ordre d'élimination :
  - Bandido élimine Takagi par tombé (9:12)
  - Cobb élimine Bandido par tombé (24:04)